# 阿凱蒂
阿凱蒂是剛果民主共和國的城鎮，由下韋萊省負責管轄，位於該國北部，當地居民主要使用林格拉語，鎮上有機場設施和火車站，2009年人口估計約38,588。